# Pons Salarius
El pont Salario —en llatí Pons Salarius— és un pont italià travessat per la via Salària, que creua el riu Aniene (antigament Anio) a uns 4 km de Roma. En aquest lloc es van produir diverses batalles, una de les quals va ser quan els gals foren derrotats pels romans sota Manli Torquat. Fou destruït per Tòtila el 547 i reconstruït per Narses.

## Història
El pont primitiu va ser construït a l'antiguitat pels etruscs i, al segle i aC, quan la cultura etrusca i la romana es van fusionar, per sobre del pont passava la via Salària, una carretera per la qual es transportava la sal procedent de la terra dels sabins. Segons la llegenda, per aquest pont van passar les sabines quan van ser raptades pels romans. L'any 361 aC hi va tenir lloc el duel entre Tit Manli i un gal que anava guarnit amb torques al coll, i des de llavors el vencedor romà va adquirir el sobrenom de Torquatus.
La rodalia d'aquest pont va ser escollit com a punt per acampar exèrcits invasors que anaven cap a la ciutat de Roma: el 472 s'hi va instal·lar l'exèrcit del got Ricimer; el 537 Vitigès, rei dels gots, que no va aconseguir saquejar la ciutat gràcies a la defensa que va presentar el general Belisari. Durant aquestes guerres (guerra gòtica), l'arc principal va ser destruït en gran part per Tòtila, però el va fer reparar el seu rival Narses el 565, el qual va deixar per escrit els detalls de la restauració, fins i tot el desviament del riu. En aquella època el pont Salario feia 72 m de llarg i 6,52 m d'amplada, amb un arc semicircular en la part central que tenia 24,86 m d'obertura.
Tenia una torre central, que probablement es va afegir al segle viii i que potser es feia servir per albirar els que s'hi acostaven.

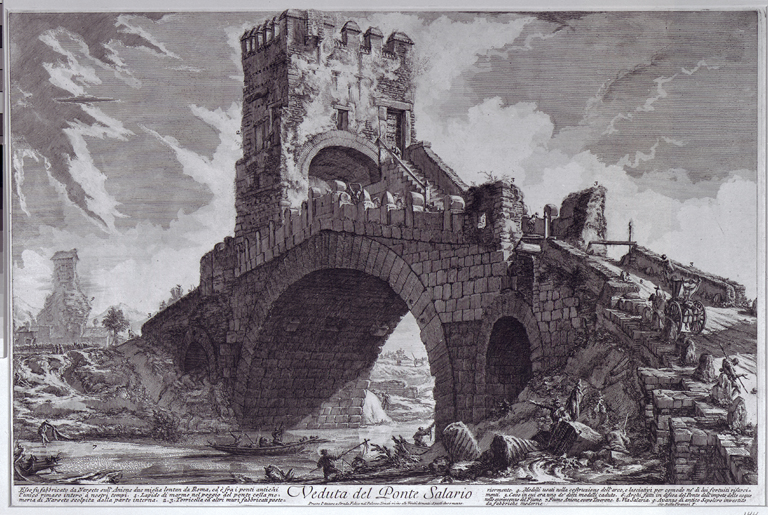
Dibuix de l'antic pont Salario, fet per Giovanni Battista Piranesi.

El 728, a prop del pont es va produir una batalla entre els longobards, que lluitaven en defensa del papa Gregori II, i l'exèrcit de l'exarca Pau, enviat per l'emperador Lleó III Isàuric.
Un altre esdeveniment bèl·lic va ser quan el 1378, un grup de bretons, hostils al papa Urbà VI, van derrotar els romans, que van ser esquarterats com bèsties. El 1433 el pont va ser ocupat per les tropes del condotiero Nicolò Piccinino, que lluitava pel Ducat de Milà.
Al llarg dels segles xviii i xix el pont va ser destruït diverses vegades: el 1799 els napolitans el van destruir per impedir el pas de les tropes napoleòniques; el 1849 l'operació es va repetir pels francesos comandats per Oudinot, que volien evitar l'avanç cap a Roma de les tropes de Garibaldi.
El 1874 es va restaurar el pont i el 1930 es va reconstruir, però en aquesta operació es van perdre la forma antiga i només s'han conservat dos arcs menors col·locats a cada banda de l'arc central modern.

## Altres ponts propers
A més del Salario, hi havia altres ponts fortificats per travessar el riu Aniene: el Nomentano, el Mammolo (tots dos d'època romana) i el pont medieval de Sant Francesc al terme municipal de Subiaco.